# Аккерсдейк, Ян
Ян Якоб Аккерсдейк (нидерл. Jan Jacob Akkersdijk; 8 января 1887, Нгрантьяк, Голландская Ост-Индия — 31 марта 1953, Арнем) — нидерландский футболист, игравший на позиции нападающего, выступал за клуб «Велоситас Бреда». В составе сборной Нидерландов сыграл два матча.

## Ранние годы
Ян Якоб Аккерсдейк, также известный под именем Джек, родился в деревни Нгрантьяк недалеко от города Салатига, расположенном на острове Ява.
Отец — Йорис Аккерсдейк, был родом из Роттердама, мать — Вилхелмина Александрина ван Леуэн, родилась в Лумадьянге. Родители поженились в августе 1881 года в Лумадьянге. В их семье родилось шестеро детей: три дочери и три сына. Глава семейства был плантатором и владельцем табачной компании Mandi Radja, а его резиденция находилась в Баньюмасе. Его дед, Якоб Аккерсдейк, был художником и преподавателем Академии изящных искусств в Роттердаме.
Проходить обучение Ян отправился в Нидерланды, где поступил в кадетскую школу в Алкмаре, в которой начал играть в футбол. В 1906 году поступил в Королевскую военную академию в городе Бреда.

## Спортивная карьера
В возрасте восемнадцати лет стал членом футбольного клуба «Велоситас», в котором играли в основном воспитанники военной академии и кадетских школ. Ян стал играть в клубе на позиции центрального нападающего, а уже через год получил вызов в сборную Нидерландов.
Его дебют в сборной состоялся 26 апреля 1908 года в товарищеском матче против сборной Бельгии, состоявшемся в Роттердаме. Хозяева поля одержали победу со счётом 3:1. В следующем матче, который стал для Яна последним, он отметился голом в ворота сборной Франции. Его команда выиграла со счётом 4:1 — для нидерландцев эта была первая встреча с французской сборной. В той игре участвовал ещё один игрок «Велоситаса» — Гюс ван Хеккинг Коленбрандер.
В 1909 году перешёл в клуб ХФК из Харлема, однако вскоре отправился служить в Голландскую Ост-Индию.

## Статистика

### Матчи Аккерсдейка за сборную Нидерландов
| Матчи Аккерсдейка за сборную Нидерландов | Матчи Аккерсдейка за сборную Нидерландов | Матчи Аккерсдейка за сборную Нидерландов | Матчи Аккерсдейка за сборную Нидерландов | Матчи Аккерсдейка за сборную Нидерландов | Матчи Аккерсдейка за сборную Нидерландов |
| ---------------------------------------- | ---------------------------------------- | ---------------------------------------- | ---------------------------------------- | ---------------------------------------- | ---------------------------------------- |
| №                                        | Дата                                     | Соперник                                 | Счёт                                     | Голы Аккерсдейка                         | Соревнование                             |
| 1                                        | 26 апреля 1908                           | Бельгия                                  | 3:1                                      | —                                        | Кубок Rotterdamsch Nieuwsblad 1908       |
| 2                                        | 10 мая 1908                              | Франция                                  | 4:1                                      | 1                                        | Товарищеский матч                        |

Итого: 2 матча / 1 гол; 2 победы, 0 ничьих, 0 поражений.

## Личная жизнь
Был женат дважды. В первый раз женился в возрасте двадцати девяти лет — его супругой стала 18-летняя Йонкер Дора (Долли) Диббетс, уроженка деревни Танджонг Пура из провинции Ачех. Их брак был зарегистрирован 12 апреля 1916 года в Бёйтензорге. В декабре 1921 года в Купанге родились две дочери — Мари Вилхелмина и Вилхелмина Мари. Пара развелась 28 февраля 1924 года в Батавии.
В июле 1931 года женился в Батавии на 29-летней Луизе Маргарете Леони Схюллер тот Пёрсум. В апреле 1932 года в Батавии родился сын Джек Йорис.
Умер 31 марта 1953 года в Арнеме в возрасте 66 лет.